# Pašman (mesto)
Pašman je občina, naselje in manjše pristanišče na istoimenskem otoku v zadarskem arhipelagu na Hrvaškem delu Jadrana, ki leži na polotoku v Pašmanskem kanalu nasproti otočka Babac. Pri zadnjem popisu prebivalstva leta 2001 je v naselju živelo 2004 prebivalcev.

## Zgodovina
Na območju naselja so našli ostanke iz rimske dobe. V starih listinah se naselje prvič omenja leta 1067 pod imenom Postimana. Župnijska cerkev je bila postavljena v srednjem veku, začetku 18. stol. so ji dogradili ladjo, stari del cerkve pa so istočasno preuredili v prezbiterij. Zvonik je bil postavljen 1750. V Malem Pašmanu, zaselku zahodno od naselja Pašman se je ohranila srednjeveška enoladijska cerkev sv. Roka.

## Demografija
| Pregled števila prebivalcev po letih | Pregled števila prebivalcev po letih | Pregled števila prebivalcev po letih | Pregled števila prebivalcev po letih | Pregled števila prebivalcev po letih | Pregled števila prebivalcev po letih | Pregled števila prebivalcev po letih | Pregled števila prebivalcev po letih | Pregled števila prebivalcev po letih | Pregled števila prebivalcev po letih | Pregled števila prebivalcev po letih | Pregled števila prebivalcev po letih | Pregled števila prebivalcev po letih | Pregled števila prebivalcev po letih | Pregled števila prebivalcev po letih |
| ------------------------------------ | ------------------------------------ | ------------------------------------ | ------------------------------------ | ------------------------------------ | ------------------------------------ | ------------------------------------ | ------------------------------------ | ------------------------------------ | ------------------------------------ | ------------------------------------ | ------------------------------------ | ------------------------------------ | ------------------------------------ | ------------------------------------ |
| 1857                                 | 1869                                 | 1880                                 | 1890                                 | 1900                                 | 1910                                 | 1921                                 | 1931                                 | 1948                                 | 1953                                 | 1961                                 | 1971                                 | 1981                                 | 1991                                 | 2001                                 |
| 667                                  | 727                                  | 521                                  | 559                                  | 599                                  | 665                                  | 1001                                 | 733                                  | 745                                  | 737                                  | 637                                  | 603                                  | 462                                  | 452                                  | 383                                  |